# Морле (округ)
Морле (фр. Morlaix) — округ (фр. Arrondissement) во Франции, один из округов в регионе Бретань. Департамент округа — Финистер. Супрефектура — Морле.
Население округа на 2019 год составляло 129 460 человек. Плотность населения составляет 97 чел./км². Площадь округа составляет 1 330,6 км².

## Кантоны округа
Кантоны округа Морле (с 1 января 2017 года):
- Ландивизьо
- Морле
- Плуиньо
- Сен-Поль-де-Леон

Кантоны округа Морле (с 22 марта 2015 года по 31 декабря года):
- Ландивизьо (частично)
- Морле
- Плуиньо
- Сен-Поль-де-Леон

Кантоны округа Морле (до 22 марта 2015 года):
- Ландивизьо
- Ланмёр
- Морле
- Плузеведе
- Плуэскат
- Плуиньо
- Сен-Поль-де-Леон
- Сен-Тегоннек
- Сизён
- Толе